# Hipódromo Argentino de Palermo
Hipódromo Argentino de Palermo er beliggende i Buenos Aires i Argentina. Det er en af de mest fremtrædende hestevæddeløbsbaner i Argentina, og dens indretning tillader hestevæddeløb i alt slags vejr på dens 2400 meter lange bane.
Banen blev grundlagt d. 7. maj 1876 som den første væddelbsbane i Buenos Aires, og det første nationale derby blev afholdt der i 1884.
Til banens indvielse var byens tog og sporvogne ikke nok til at transportere det store antal interesserede. Tæt på 10.000 tilskuere overværede dog det første løb på banen. Åbningsløbet blev vundet af hesten "Resbaloso".
I 1898 blev et salgsområde for engelsk fuldblodsheste åbnet ved banen kaldet Tattersall de Palermo.
Den originale tribune blev erstattet af en Beaux Arts-tribune designed af Louis Faure-Dujarric i 1908.
Hippodromen introducerede i 1947 en teknologi kaldet "Fotovogn". Fotovogn var en fotografienhed, der registrerede det præcise øjeblik, hvor hestene krydsede linjen, dermed simplificerede man udvælgelsen af vinderen i tætte løb.
Tilføjelsen i 1971 af et elektrisk lyssystem på væddeløbsbanen muliggjorde løb afholdt om natten.